# إمارة صربيا الكبرى
إمارة صربيا الكبرى (بالصربية: Великожупанска Србија)‏، وتُعرف أيضًا باسم راسكا (الصربية السيريلية : Рашка)، (باللاتينية: Rascia)‏ إمارة صربيا الكبرى، كانت دولة صربية موجودة من النصف الثاني من القرن الحادي عشر حتى عام 1217، ثم تحولت إلى مملكة صربيا. بدايةً، ظهرت الإمارة الكبرى لصربيا في المنطقة التاريخية من راسكا، وتوسعت تدريجيًا، خلال القرن الثاني عشر، لتشمل مختلف المناطق المجاورة، بما في ذلك أراضي الجبل الأسود الحديثة، الهرسك، وجنوب دالماسيا. أسسها الأمير الكبير فوكان، الذي كان في البداية (نحو 1082) حاكمًا إقليميًا لراسكا، عيّنه الملك قسطنطين بودين. خلال الحروب البيزنطية الصربية (1090) اكتسب فوكان مكانة بارزة وأصبح حاكمًا يتمتع بالحكم الذاتي في المناطق الصربية الداخلية. أسس سلالة فوكانوفيتش التي حكمت الإمارة الكبرى. من خلال العلاقات الدبلوماسية مع مملكة المجر، تمكن خلفاء فوكان من الاحتفاظ بحكمهم الذاتي، مع الاعتراف أيضًا بسيادة الإمبراطورية البيزنطية، حتى عام 1180. حصل الأمير الكبير ستيفان نيمانيا (1166-1196) على الاستقلال الكامل ووحد الجميع تقريبًا على الأراضي الصربية. تُوّج نجله الأمير ستيفان ملكًا على صربيا عام 1217، بينما أصبح ابنه الأصغر سانت سافا أول رئيس أساقفة للصرب عام 1219.

## الخلفية
وفقًا لـ (دي إيه آي) استقر الصرب في البلقان تحت حماية الإمبراطور البيزنطي هرقل (610-641)، وحكمتهم سلالة معروفة في التاريخ باسم سلالة فلاستيميروفيتش. بدأ أسلافهم الاستقرار في المنطقة في أوائل القرن السادس، ثم بعد مداهمة الإمبراطورية استقروا في المناطق النائية من صربيا، والتي شملت البوسنة والأراضي البحرية (بوموريي) لترافونيا وزاهوملي وباغانيا، بينما سيطر البيزنطيون على دوكليا البحرية، التي من المفترض تسويتها مع الصرب أيضًا، جميع الأراضي البحرية تحدها صربيا من الشمال. انتهت المعلومات المكتوبة المتعلقة بالسلالة الحاكمة بموت داي والأمير قاسلاف (نحو 950)، وبعد ذلك انهار العالم إلى أجزاء.
خلال هذه الأثناء، ظهرت دوكليا كإمارة صربية مسيطرة، والتي تضمنت تدريجيًا أيضًا ترافونيا، زاهوملي، البوسنة وراسكا، في البداية كانت تابعة للإمبراطورية البيزنطية، انتفض ستيفان فويسلاف (من 1034-1043) وتمكن من الاستيلاء على أراضي الإمارة الصربية السابقة، مؤسسًا سلالة فوييسلافليفيتش. شهدت دوكليا أفضل الأيام ما بين عامي 1043 و1080، في عهد ميهايلو فويسلافليفيتش (حكم ما بين عامي 1050-1081)، وابنه قسطنطين بودين (حكم ما بين عامي 1081-1101). مُنح البابا ميهايلو لقب ملك السلاف (الصقالبة) بعد أن غادر المعسكر البيزنطي ودعم انتفاضة البلقان، حيث لعب ابنه دورًا مركزيًا. برز كأقوى نظام حكم صربي، كما يظهر في الألقاب التي استخدمها حكامها (أمير صربيا أو الصرب) بعد أن دُمجت المناطق النائية الصربية ونُصّب حكام لها. ومع ذلك، فإن هذا لم يدم طويلًا، حيث هزمه البيزنطيون وسجنوه وأصبح قريبه وخادمه فوكان مستقلًا في راسكا التي استمرت في القتال ضد البيزنطيين بينما خاضت دوكليا العديد من الحروب الأهلية.

## التاريخ
في عام 1091 أو 1092، أصبح فوكان مستقلًا، وحصل على لقب غراند برينس (فيليكي زوبان). كانت ولايته متمركزة في منطقة راس، حول نوفي بازار الحالية. خضع له المواطنون المحليون، الذين كانوا أكثر أو أقل استقلالية في الشؤون الداخلية لمقاطعاتهم، لكنهم فرضوا الولاء له أو الدعم في الحرب. بدأ فوكان بمداهمة الأراضي البيزنطية بالقرب من كوسوفو نحو عام 1090، ولم يتمكن البيزنطيون في البداية من اتخاذ تدابير مضادة عندما واجهوا غزو البجناك (البجانكة).